# 敬亭山街道
敬亭山街道，是中华人民共和国安徽省宣城市宣州区下辖的一个乡镇级行政单位。

## 行政区划
敬亭山街道下辖以下地区：
林场村、渣溪村、巷口桥村和敬亭村。